# Francis MacMillen

Francis MacMillen

Francis Rea MacMillen (* 14. Oktober 1885 in Marietta, Ohio; † 14. Juli 1973 in  Lausanne) war ein amerikanischer Violinist.
Im Alter von sieben Jahren begann er am Chicago College of Music zu studieren, wo sein Lehrer Bernhard Listemann war. Von 1895 bis 1899 studierte er bei Karl Markees (einem  Joachim-Schüler) und bei Herrn Halir in Berlin und von 1900 bis 1902 bei César Thomson am Königlichen Konservatorium Brüssel, wo er zwei Preise bekam. Im Herbst 1902 debütierte er in Brüssel und unternahm anschließend eine Konzerttournee durch Belgien, Deutschland und England. Im Herbst 1903 spielte er in London und unternahm eine weitere Konzerttournee durch England. Sein amerikanisches Debüt fand am 7. Dezember 1906 in der Carnegie Hall mit der New York Symphony Society unter der Stabführung von Walter Damrosch statt. Es folgte eine umfangreiche Tournee mit 98 Konzerten durch den Osten und den Mittleren Westen der Vereinigten Staaten. Im Sommer 1907 kehrte er wieder nach London zurück, wo er drei Konzerte mit dem Queen’s Hall Orchestra unter der Leitung von Henry Wood spielte. Seitdem konzertierte er viel in den USA und Europa mit Begleitung des Schweizer Pianisten Johnny Aubert. Im November/Dezember 1910 spielte er wieder mit dem New York Symphony Orchestra, dirigiert von Gustav Mahler.  Er ist auch Autor einiger Kompositionen für Violine: Barcarole, Serenade Nègre, Causerie, Liebeslied, Nijinsky u. a.